# Georg Glowatzki
Georg Glowatzki (* 11. März 1924 in Breslau; † 2008 in Bern-Liebefeld) war ein deutscher Anthropologe und Gerichtsmediziner in Bern.

## Leben
1924 wurde Glowatzki als Kind des Polizeioberwachtmeisters Georg Glowatzki und seiner Ehefrau Hedwig, geb. Russeck, geboren. 1969 wurde er, zunächst kommissarisch, Leiter der Anthropologischen Staatssammlung in München bis 1977. Danach ging er nach Bern und arbeitete als Anthropologe, Gerichtsmediziner und Publizist.
Er war verheiratet mit Marie Louise Mullis, mit der er auch zusammen publiziert hat.

## Arbeitsgebiet
Glowatzki forschte am Institut für Anthropologie und Humangenetik der Universität München unter anderem über der Fragestellung nach der Existenz menschlicher Rassen. Er gelangte zu dem Ergebnis, Rassen seien keine statischen Kategorien, sondern dynamische Menschengruppen, die sich in der Zeit wandeln.

## Werke
- Populationsgenetische Untersuchungen zur Frage der Verteilung der Haptoglobintypen in Griechenland im Vergleich zu anderen europaeischen und asiatischen Populationen, Diss., 1962.
- Tausend Jahre wie ein Hauch: Woher kommt der Mensch? Stuttgart 1968.
- Die Rassen des Menschen: Entstehung und Ausbreitung, Stuttgart 1976.
- Wissenschaftliche Anthropometrie, Anthropologische Meßmethoden und ihre Anwendung, in: Der vermessene Mensch, München 1973
- Unseren Urahnen auf der Spur: Darwin und die Folgen, Anfänge und Methoden der Evolutionsforschung, 1979
- Magie und Medizin, Bern, 1981. UNIPRESS-Berichte über Forschung und Wissenschaft
- Magisches Denken in der Heilkunde und seine anthropologischen Hintergründe, in: Irmgard Oepen, Otto Prokop (Hrsgg.), Außenseitermethoden in der Medizin. Ursprünge, Gefahren, Konsequenzen, Darmstadt 1994.